# Gábor Dénes (fizikus)
Gábor Dénes (angol: Dennis Gabor, született Günszberg) (Budapest, Terézváros, 1900. június 5. – London, 1979. február 9.) Nobel-díjas magyar-brit fizikus, gépészmérnök, villamosmérnök, a holográfia feltalálója. Több mint száz szabadalom birtokosa volt.
1920-tól 1933-ig Németországban, 1934-től 1979-ig élete nagy részét Angliában töltötte. 

## Származása
Zsidó családban született. Édesapja, Günszberg Bernát a Magyar Általános Kőszénbánya Részvénytársaságnál (MÁK Rt.) dolgozott, főkönyvelőként, majd cégvezetőként, végül igazgatóként, 1928-ig. Édesanyja Jakobovits Adél. 
A szülei 1899-ben kötöttek házasságot, és három gyermekük született: Dénes (1900), György (1901) és Endre (1903). 
Az apja 1902 tavaszán a fiaival együtt engedélyt kapott, hogy családnevüket „Gábor”-ra változtassák.

## Élete

### Korai évei
Günszberg Dénes néven 1900-ban, Terézvárosban született. 
Szülői házán, a mai Rippl-Rónai utca 25-ön emléktábla látható.
Szülei három fia közül ő volt a legidősebb.
A Szemere utcai községi elemi népiskolába járt (1906–1910), a középiskolát a Budapest V. kerületi Markó utcai főreáliskolában (1910–1918) végezte.
Apja, de még a nagyapja is számos találmányt tudhatott magáénak. Ő is már 15 évesen saját laboratóriumában röntgensugarakkal, rádióátvitellel, de még radioaktivitással is kísérletezett.
1918-ban érettségizett, majd be is hívták katonának, az észak-itáliai fegyverszünet után tért haza. 
Ő és testvérei nevelőiknek köszönhetően folyékonyan beszéltek németül, franciául és angolul. Ehhez kapcsolódott az Itáliában elsajátított olasz nyelvtanulása, amely a negyedik idegen nyelvismerete lett. 
Bár őt és két öccsét nagyon érdekelte a fizika addig a pontig, hogy otthonukban is volt egy laboratórium, mégis úgy döntött, hogy az egyetemen mérnök szakot tanul, mivel akkoriban Magyarországon a főiskolai tanári álláson kívül nem volt fizikus munkalehetőség.
1918 novemberében beiratkozott a Magyar királyi József nádor Műszaki és Gazdaságtudományi Egyetem gépészmérnöki osztályába. Itt már az első tanévben mechanikából különdíjjal jutalmazták.

### Németországban
A Horthy-kor elején, annak antiszemitizmusa hatására a szülei külföldre küldték tanulni.
1920-tól Berlinben folytatta tanulmányait a charlottenburgi Technische Hochschule elektromérnöki karán. 1924-ben szerzett bachelor fokozatot, majd 1927-ben villamosmérnöki doktori fokozatot szerzett.
Az 1920-as években a nagyfeszültségű hálózatok üzemében fellépő tranziens jelenségek sok problémát okoztak, de a vizsgálatukhoz sem módszerek, sem eszközök nem álltak rendelkezésre.
1927-ben a disszertációjában tranziens jelenségek rögzítése érdekében az oszcillográf érzékenységének növelését dolgozta ki.
Berlinben rendszeresen látogatta a tudományegyetem előadásait, többek között Albert Einstein szemináriumát, mely Szilárd Leó kezdeményezésére jött létre, és aki az előadásokra meghívta Wigner Jenőt, Neumann Jánost és őt magát. Később a magyar baráti kör Polányi Mihállyal, Kösztler Artúrral bővült.
1927–1932 között Siemensstadtban, a Siemens és Halske kutatólaboratóriumában, 1932–1933-ban pedig Erlangenben, a Siemens-Reiniger-Veifa nevű cégnél dolgozott.
1933-ban, a náci hatalomátvétel után zsidónak minősítették és elvesztette az állását. Elmenekült Németországból és hazatért Magyarországra. 

### Magyarországon
Rövid ideig, 1933-tól 1934-ig az Egyesült Izzó kutatólaboratóriumában a gázkisülés fizikájával foglalkozott.

### Angliában
1934-ben végleg letelepedett Angliában. 1934-től 1948-ig a British Thomson-Houston (BTH) Társaság kutatólaboratóriumában dolgozott Rugbyben (Warwickshire).
1936-ban nősült.
1946-ban brit állampolgár lett. Ez évben édesanyja, - aki túlélte a holokausztot, - hozzá költözött.
1947-ben itt, Angliában találta fel a holográfiát. A holográfia felfedezése a kutatásának diadala volt, de talán akkoriban még nem is sejthette, milyen széles körben elterjed később.
A holográfia 1960-ig, a lézer feltalálásáig nem terjedt el.
1948-ban otthagyta a BTH céget, hogy az Imperial College Londonban helyezkedjen el, az új elektronikai laboratóriumukban.  Londonban Kensingtonban, a Queen's Gate 79. szám alatt lakott az 1960-as évek elejéig.
Az Imperial College-on 1958-ig elektronikát adott elő. 1956-ban a Royal Society a tagjává választotta. 1958-tól 1967-es nyugdíjazásáig az alkalmazott elektronfizika professzora volt az Imperial College-ban.
Az emberi kommunikációt és a hallást is tanulmányozta. 
Az 1960-as évektől a figyelme az emberiség jövője felé fordult. Ezt tükrözik az ebben az időben keletkezett művei is. 1963-ban kiadta az Inventing the Future (Találjuk fel a jövőt) című művét, amelyben a három fő fenyegetést tárgyalta, amely a modern társadalmat fenyegeti: a nukleáris háborút, a túlnépesedést és a „tétlen kényelem korszakát”.
1962-ben hazalátogatott Magyarországra. 1964-ben a Magyar Tudományos Akadémia tiszteletbeli tagja lett, amivel első lett a Nyugatra emigráltak közül.

#### Nyugdíjba vonulása után

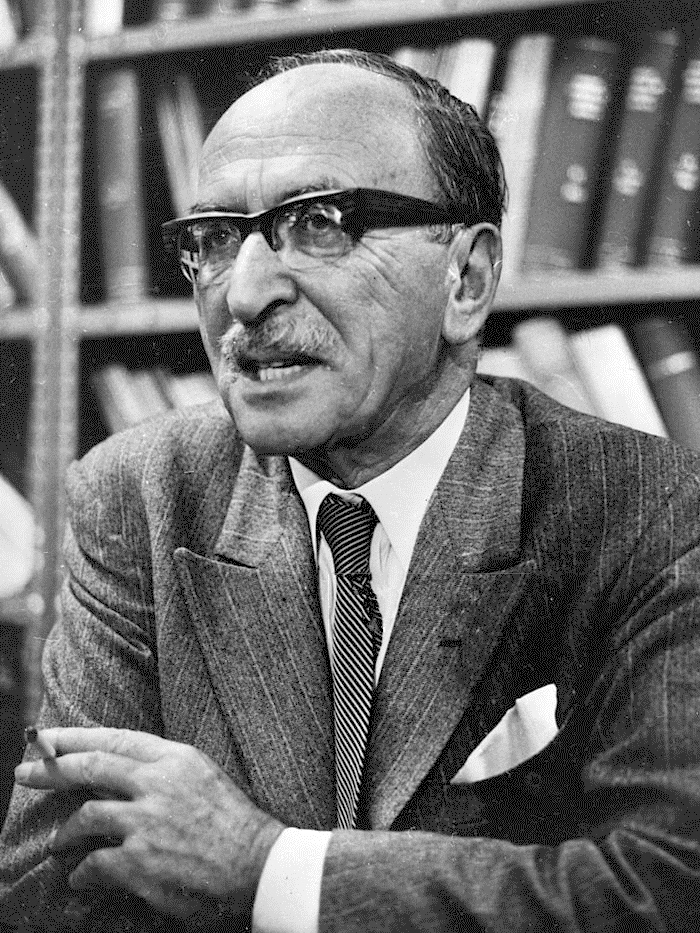
1971-ben

1967-ben nyugdíjba vonult. 1968-ban részt vett a Római Klub alapításában.
„A holografikus módszer feltalálásáért és a kifejlesztéséhez való hozzájárulásáért” 1971-ben megkapta a fizikai Nobel-díjat. (A Nobel-díj mellett számos más díjat kapott. A Rumford-érmét például, ami az egyik legrégibb tudományos kitüntetés, három évvel korábban kapta meg.)
1974-ben súlyos agyvérzést szenvedett, ami után képtelen volt írni vagy olvasni.
1978 nyarát Olaszországban töltötte, ekkor egészségi állapota megromlott és ágyhoz kötött lett.
1979 februárjában hunyt el egy idősek otthonában a londoni South Kensingtonban.
London DNy-i részén, a Putney Vale Cemetery (temető) parkjában szórták szét a hamvait.

### Magánélete, családja
Zsidó családból származott, de – talán az erősödő antiszemitizmus hatására, – 1918-ban családjával együtt áttért az evangélikus vallásra. A vallás kisebb szerepet játszott későbbi életében, és agnosztikusnak tartotta magát.
Angliában, Rugbyben töltött ideje alatt ismerkedett meg Marjorie Louise Butlerrel, akit 1936 augusztusában feleségül vett. A haláláig harmonikus házasságban éltek, de gyermekük nem született.
1942-ben Budapesten halt meg az édesapja.
Kutyáját Zsazsának nevezte el az Amerikában élő névrokonról.
Könyvtárát a Római Akadémiára hagyta, amit 1993 óta a budapesti Gábor Dénes Egyetem őriz.
Felesége két évvel ő utána, 1981-ben halt meg.

## Emlékezete

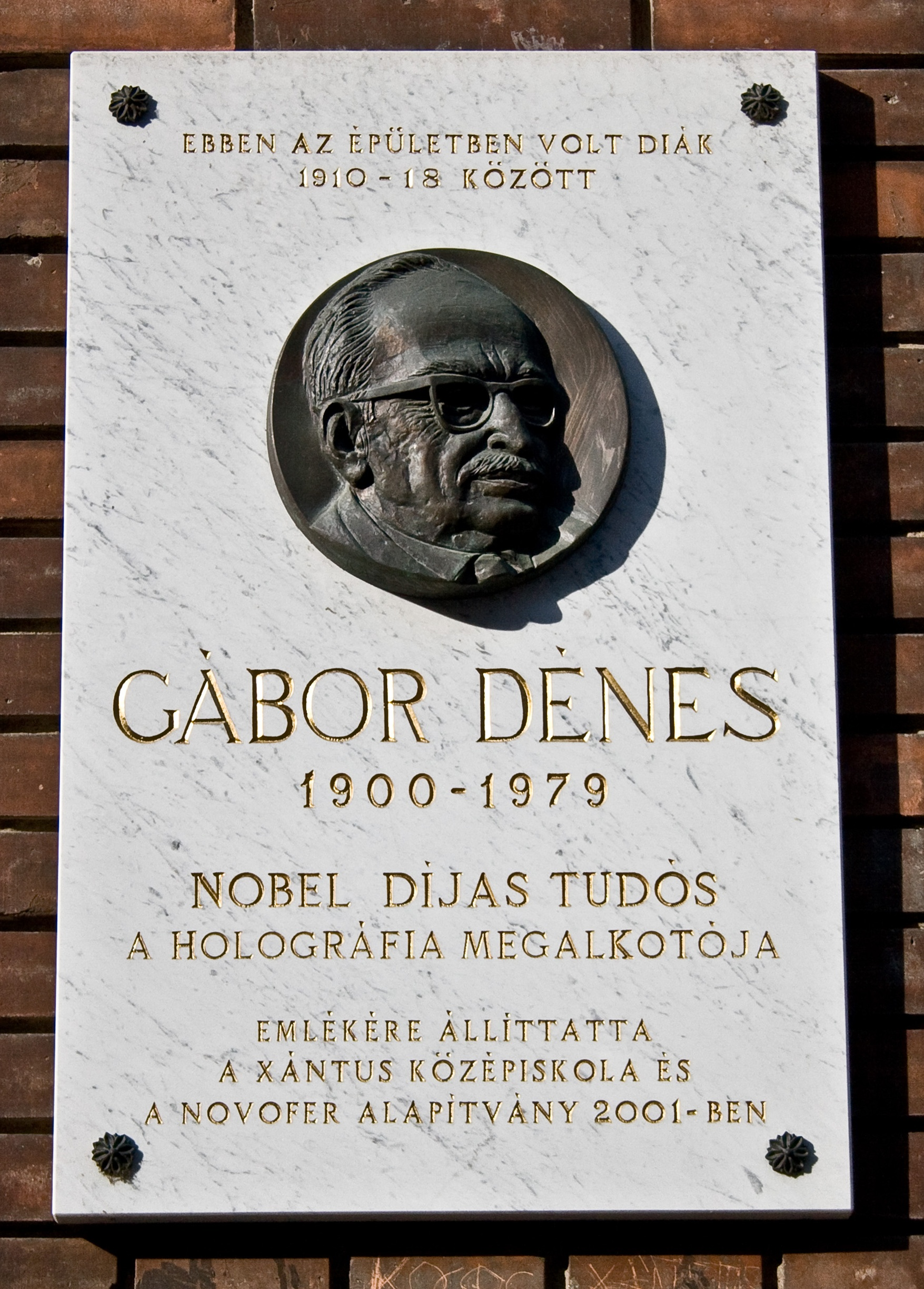
Emléktábla Budapesten

- Nevét megörökíti a Gábor-érem (Gabor Medal).
- A “NOVOFER Alapítvány a Műszaki-Szellemi Alkotásért”[32] 1989-ben hozta létre a Gábor Dénes-díjat, amelyet minden évben azoknak a - határainkon belül és azokon kívül élő - magyar természettudósoknak, mérnököknek, feltalálóknak, kutatóknak, oktatóknak adományoznak, akik kiemelkedő innovációval vagy kutatási eredménnyel, illetve a felsőfokú képzésben nyújtott teljesítményükkel járultak hozzá a magyar tudományos-műszaki haladáshoz, az ország fejlődéséhez.
- Nevét viseli a Gábor Dénes Egyetem, amelynek Magyarországon és a határon túl (Erdélyben, a Felvidéken) több nagyvárosban van campusa.
- Szegeden található a Gábor Dénes Gimnázium, Műszaki Szakközépiskola és Kollégium, amely minden évben megrendezi a Gábor Dénes Országos Számítástechnikai Emlékversenyt.Gábor Dénes emléktáblája Londonban

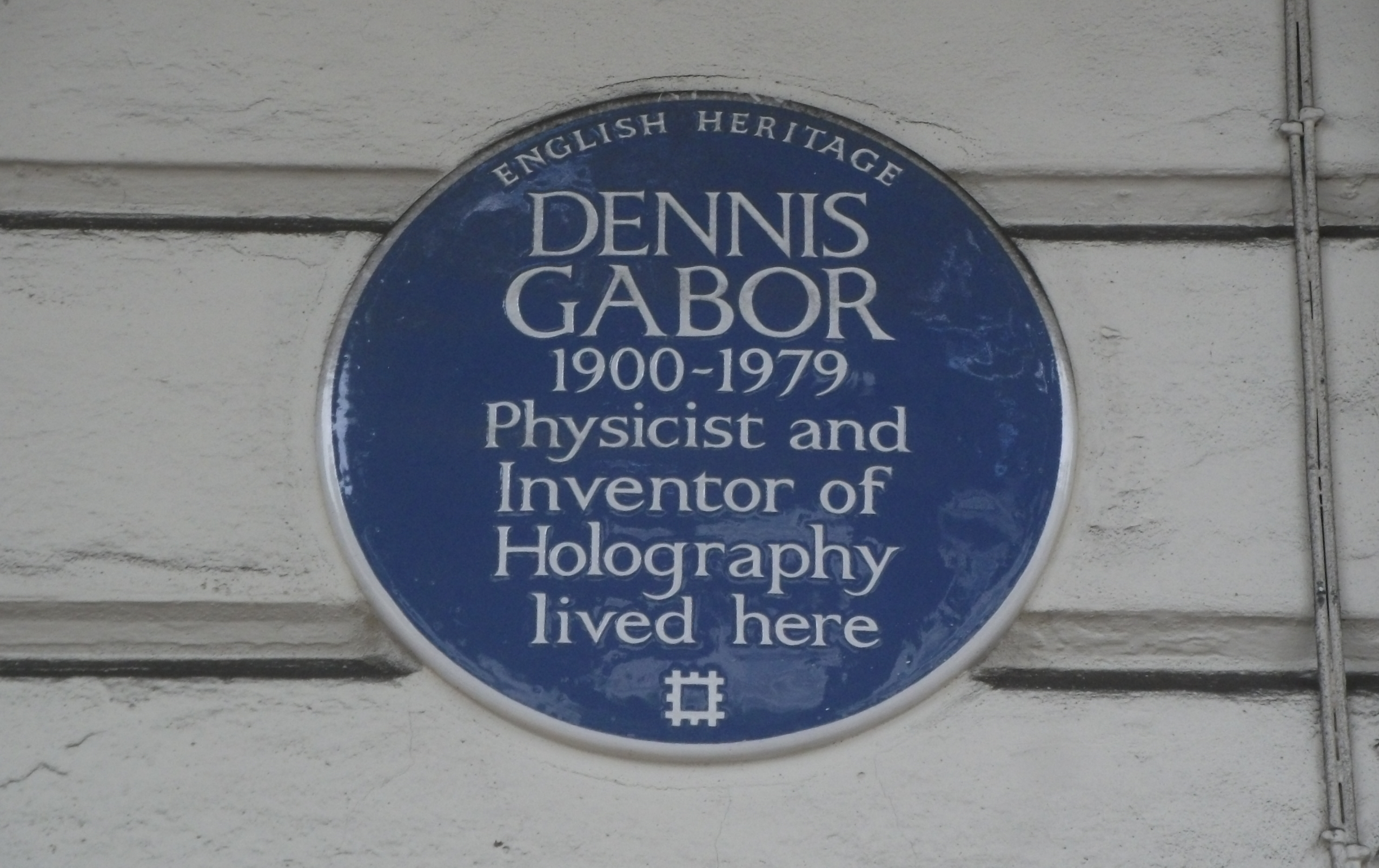
Gábor Dénes emléktáblája Londonban

- Születésének 100.  évfordulójára a Magyar Nemzeti Bank ezüst emlékpénzt adott ki.
- Egykori iskolája és lakóháza falán tábla őrzi emlékét.
- Debrecenben nevét viselte a Gábor Dénes Elektronikai Műszaki Szakközépiskola és Kollégium 1990 és 2014 között.[33]
- Potsdam városa róla nevezett el utcát.[34]
- A 72071 Gábor kisbolygó viseli a nevét.
- A Gábor-transzformáció (wd) róla kapta a nevét.[35]
- Az Imperial College-ban külön termet neveztek el róla, illetve fejszobra mellett Nobel-medálja is ki van állítva.
- 2006-ban az angol tudományos és kulturális örökséget ápoló hatóság, az English Heritage, kék emléktáblát adományozott a londoni Kensington and Chelsea kerületben lévő Queens Gate utcában, a tudós egykori lakóházán.[36]

## Művei magyarul
- Válogatott tanulmányok; vál. Pócza Jenő, Ferenczi György, Fehér György, ford. Nagy Imre, utószó Szigeti György; Gondolat, Bp., 1976
- Tudományos, műszaki és társadalmi innovációk; ford. Reich György, Szentgyörgyi Zsuzsa; Országos Műszaki Információs Központ és Könyvtár, Bp., 2000
- Találjuk fel a jövőt!; ford. Búsné Pap Judit; Novofer Alapítvány a Műszaki-Szellemi Alkotásért, Bp., 2002
- Az érett társadalom; ford. Búsné Pap Judit; Novofer Alapítvány a Műszaki-Szellemi Alkotásért, Bp., 2005